# 56-й армейский артиллерийский полк
Не следует путать с 56-м гаубичным артиллерийским полком, который также мог называться корпусным
56-й армейский артиллерийский полк, он же 56-й корпусной артиллерийский полк, 56-й артиллерийский полк РВГК — воинская часть Вооружённых Сил СССР в Великой Отечественной войне.

## История
Полк ведёт свою историю от отдельного тяжёлого артиллерийского дивизиона, созданного в 1918 году в Петрограде, и после нескольких переформирований, на базе этого дивизиона был сформирован 56-й корпусной артиллерийский полк. Состоял из трёх дивизионов. На вооружении полка состояли 12 152-мм пушек-гаубиц и 24 122-мм гаубицы образца 1938 года, а так же одно 45-мм ПТО. Полк был на механической тяге, орудия буксировались тракторами Сталинец 65.
В составе действующей армии с 22 июня 1941 по 17 ноября 1942 года.
На 22 июня 1941 года содержащийся по штату мирного времени 8/42А полк дислоцировался в Витебске, входя в состав 21-го стрелкового корпуса и в первые три дня войны разворачивался по штату 08/40. В то же время на базе полка формировался, как и было предусмотрено по плану развёртывания 29-й корпусной артиллерийский полк (фактически не был развёрнут). Отстав от корпуса, полк был передислоцирован под Полоцк, где к 29 июня 1941 года занял позиции в Полоцком укрепрайоне
4 июля 1941 года полк попал в окружение в районе между Полоцком и Невелем и в течение двух недель находился в кольце окружения, пытаясь выйти из него, постоянно подвергаясь ударам с воздуха. Остатки полка сумели выйти из окружения, однако потеряв все орудия, технику, приборы и оборудование, при этом сохранив знамя полка. После выхода из окружения личный состав полка некоторое время участвовал в боях в составе 62-го стрелкового корпуса. Так, на 24 июля 1941 года готовит оборонительные позиции между озёрами Псово и Оспля. 25 июля 1941 года полк отступает под ударом противника на рубеж Разинкина, Борок, Козлова. 26 июля 1941 года полк, в котором насчитывалось 350 человек, был включён в состав отряда, который должен был связаться с частями 134-й стрелковой дивизии в лесах районе Бараново, Жуки, Усмынь, Кирпова и помочь им пробиться к своим частям, одновременно передать частям дивизии горючее, боеприпасы, продукты. На 11 августа 1941 года полк находится в районе Мосты, Пискунова, Золотухина. Частью был направлен на уборку урожая в колхоз в селе Литвиниха под Великими Луками. В сентябре 1941 года отправлен на укомплектование.
В районе Калинина полк был укомплектован заново, получив орудия времён Гражданской войны. С октября 1941 года полк на передовой, отступает во время боёв за Волгу близ Калинина, где находится в течение ноября — начала декабря 1941 года, затем поддерживает огнём наступающие войска в ходе Калининской наступательной операции. После освобождения Калинина 16 декабря 1941 года, полк был переукомплектован, и вооружён современными 152-мм гаубицами-пушками. В течение января-апреля 1942 года находится северо-западнее Ржева, поддерживая огнём наступающие на город советские войска 31-й армии, затем передислоцировался южнее. С 4 августа 1942 года участвует в Ржевско-Сычевской операции, участвует в освобождении Зубцова и в том районе находится до преобразования.
17 ноября 1942 года преобразован в 74-й гвардейский армейский артиллерийский полк.

## Подчинение
| Дата            | Фронт (округ)     | Армия      | Корпус                 | Дивизия | Бригада |
| --------------- | ----------------- | ---------- | ---------------------- | ------- | ------- |
| 22.06.1941 года | Западный фронт    | -          | 21-й стрелковый корпус | -       | -       |
| 01.07.1941 года | Западный фронт    | 13-я армия | 21-й стрелковый корпус | -       | -       |
| 10.07.1941 года | Западный фронт    | 22-я армия | -                      | -       | -       |
| 01.08.1941 года | Западный фронт    | 22-я армия | -                      | -       | -       |
| 01.09.1941 года | Западный фронт    | 22-я армия | -                      | -       | -       |
| 01.10.1941 года | Западный фронт    | 22-я армия | -                      | -       | -       |
| 01.11.1941 года | Калининский фронт | 22-я армия | -                      | -       | -       |
| 01.12.1941 года | Калининский фронт | -          | -                      | -       | -       |
| 01.01.1942 года | Западный фронт    | 31-я армия | -                      | -       | -       |
| 01.02.1942 года | Калининский фронт | 31-я армия | -                      | -       | -       |
| 01.03.1942 года | Калининский фронт | 31-я армия | -                      | -       | -       |
| 01.04.1942 года | Калининский фронт | 31-я армия | -                      | -       | -       |
| 01.05.1942 года | Калининский фронт | 31-я армия | -                      | -       | -       |
| 01.06.1942 года | Калининский фронт | 31-я армия | -                      | -       | -       |
| 01.07.1942 года | Калининский фронт | 31-я армия | -                      | -       | -       |
| 01.08.1942 года | Западный фронт    | 31-я армия | -                      | -       | -       |
| 01.09.1942 года | Западный фронт    | 31-я армия | -                      | -       | -       |
| 01.10.1942 года | Западный фронт    | 31-я армия | -                      | -       | -       |
| 01.11.1942 года | Западный фронт    | 31-я армия | -                      | -       | -       |

## Командиры
- подполковник Я. Е. Музыченко